# セーチェーニ・フェレンツ

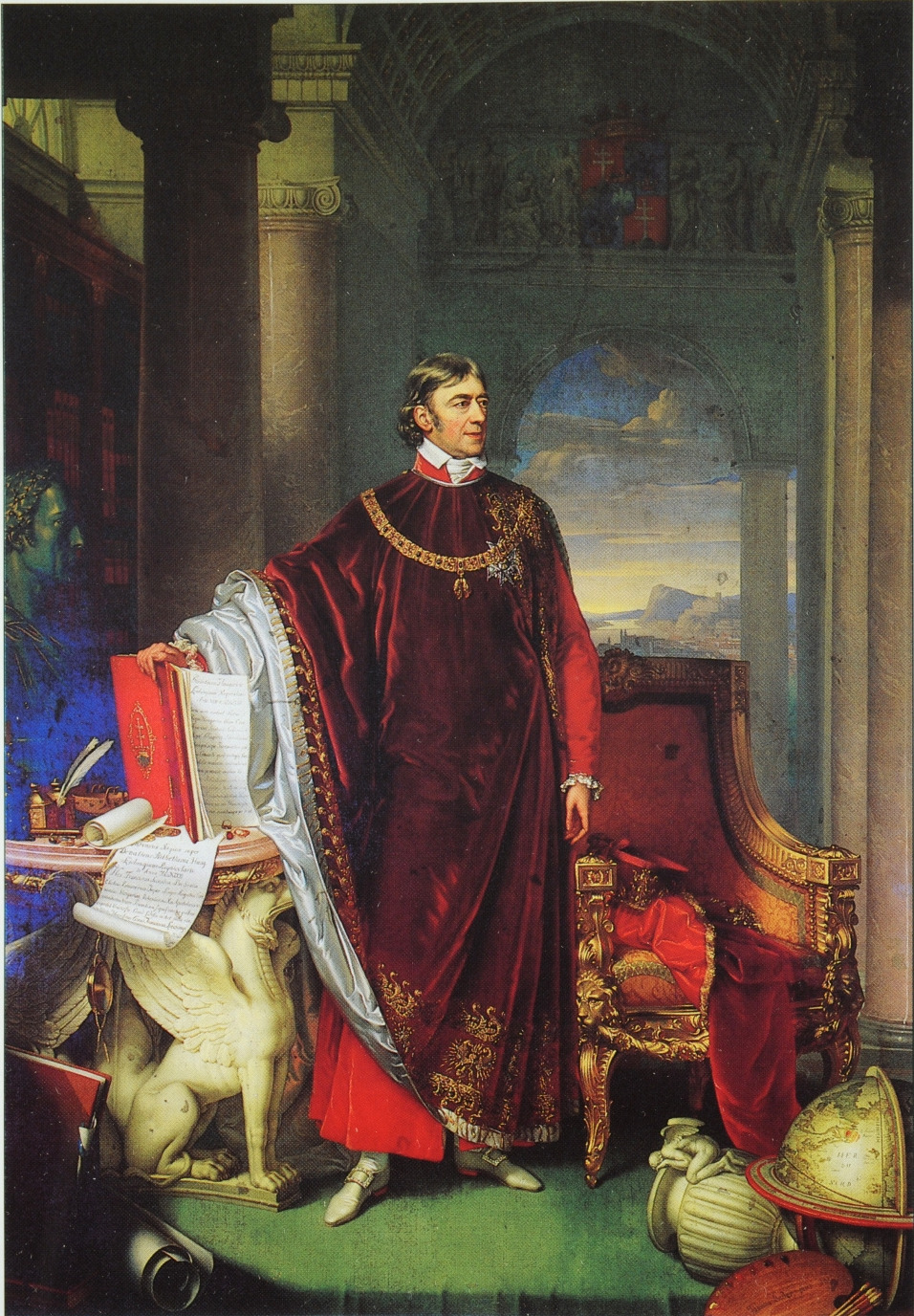
セーチェーニ・フェレンツ伯爵、ヨハン・エンデル画

セーチェーニ・フェレンツ（Széchenyi Ferencz, 1754年4月29日 - 1820年12月13日）は、18世紀末期に活躍したハンガリーの自由主義貴族。政治家。国立セーチェーニ図書館の生みの親として知られている。1848年革命の指導者セーチェーニ・イシュトヴァーンは、彼の3男。

## 生涯

### 青年時代
シグモント2世伯（1720年 - 1769年）とツィラーキ伯の娘・マーリア（1724年 - 1787年）の次男としてショプロン地方のセープラクに生まれる。セーチェーニ家はハンガリーの名門貴族の1つであったが、祖父・シグモント1世伯（1681年 - 1738年）の時代に多額の借金を抱え、なおかつ当時のハンガリー貴族の慣例に従ってシグモント2世ら4人の男子間で分割相続が行われたために、没落の一途を辿っていた。当時のセーチェーニ家はハプスブルク帝国の都であるウィーンに在住するほどの資金もなかったために、領地のショプロンでの居住を余儀なくされた。当時のハンガリー貴族の多くはウィーンを生活の拠点としていたためにドイツ語やラテン語のみを用いて、ハンガリー人の言語であるマジャール語を解しない人も珍しくはなかったが、フェレンツはマジャール語の読み書きが出来る珍しい存在であった。
1769年に彼は今日のブダペスト大学の前身であるイエズス会のナジソンバト大学に入学、3年後にウィーンのテレジアニウムに移って更に勉学に努めることとなる。この頃、ウィーンは啓蒙主義の全盛期であり、彼もその影響を強く受けて啓蒙主義や自由主義に関連した書籍や芸術・文学書などを読み、自由主義者としての考え方を身に付けるようになる。また、テレジアニウムの教官で書誌学者・詩人・イエズス会修道士としても著名であったミヒャエル・デニス (en) との出会いもフェレンツの本に対する関心を高めるきっかけとなり、彼は生涯デニスを師として仰ぐことになる。なお、この時期にフリーメイソンに入会したと言われている。
この間の1774年に兄のヨーゼフが23歳で急死、これと相前後して祖父の代に分家した3人の叔父も相次いで病死した。彼らには子供が無かったためにいずれも断絶し、規定により、フェレンツが相続人となった。その結果、祖父の代に失われた財産が彼の元に集中することとなり、また多くの蔵書が彼のものになった。これが後の彼に大きな影響を与えることとなる。

### 政治家としての活躍と挫折
1775年にペシュトにあった最高法院の職員として出仕し、その後コーセグ地方の判事として派遣された。
1777年にフェレンツはフェステティチ・ユーリア（1753年 - 1824年）と結婚する。だが、実はユーリアは亡くなった兄の未亡人であり、一族などからは強い反対を受けた。これを機にフェレンツはショプロン地方内のナッツェンクに居城を移すことになる（この年に最後まで健在であった叔父・イグナーツが66歳で病死し、フェレンツは居城のあったナッツェンクを継承していた）。彼は政治家だけでなく財政家としての才能も発揮し、領内の整備とセーチェーニ家の財政再建に成功し後の膨大な図書購入の費用の捻出に役立てた。
ヨーゼフ2世の改革にはハンガリーにおける政治改革への期待からこれを支持した（ただし、聖イシュトヴァーンの王冠のハンガリーからの移出やドイツ語の公用語化には反対した）。この功績によって1785年にペーチ州の初代州長官に任じられて、1781年に秘書として採用されたハイノーチィ・ヨージェフ（1750年 - 1795年・hu）の助力を得て自由主義的な改革を行った。だが、ドイツ語公用語問題によって急激に国内で高まった自由主義・民族主義的な下からの突き上げと保守的な貴族層の抵抗の間で板ばさみになり、わずか1年で辞任を余儀なくされた。
傷心のフェレンツは1787年に妻や側近とともにドイツ・ベルギー・イギリスなどを巡る旅行に出る。この間に蔵書整理の参考とするためにハイノーチィとともにプラハやドレスデン、ゲッティンゲンなどの王立図書館や大学図書館、博物館、著名な書籍商や学者の元を訪れ、イギリスでも大英博物館・オックスフォード大学・ケンブリッジ大学などの図書館を訪問しており、イギリスでは民衆にも読書の必要性が認識され始めていることを知って衝撃と感動を受けたとされている。フェレンツは単なる静養の積りであったが、折りしもプロイセンとハプスブルク帝国内の反皇帝派勢力が秘かに結んでいるという情報が流れて両国関係が緊張している時期と重なった。このため、フェレンツが秘かにプロイセンや国外の反皇帝派とフリーメーソン人脈を通じて通謀しているという噂がウィーンのヨーゼフ2世の元にも入っており、ヨーゼフ2世や次のレオポルト2世、フランツ2世から強い警戒感を抱かれることになる。だが、フェレンツの方はそれに暫く気付かなかったらしく、帰国後はハイノーチィを司書として国内外から貴重な書籍や進歩的な書籍の蒐集に努め、これを整理して自らの政治活動に役立てようとしたのである。
1790年にハンガリー議会の一員に選ばれたフェレンツは、宗教的寛容と貴族階層への課税と小作人層の解放を主張したが、保守派と激しく対立した。その頃、ウィーンの宮廷で言われなき疑いをかけられていることを知ったフェレンツは、宮廷に対して政治的工作を行った。ハンガリー貴族を抑えて皇帝の政治力を浸透させたいレオポルト2世と同国議会で孤立しつつあったフェレンツは手を組む形となり、1792年にはレオポルド2世の使節としてナポリ王国に派遣されている。
ところが、1794年にハンガリー・ジャコバン党事件と呼ばれるフランス革命の影響を受けた急進的な自由主義者がハンガリーで革命を起こしてハプスブルク帝国からの独立を勝ち取ろうとする事件が発生する。首謀者7名は翌年ブダで処刑された。その中にハイノーチィ・ヨージェフが含まれていたことがフェレンツに大きな衝撃を与えた。以後、フェレンツは革命に対する恐怖から自由主義を捨てて、カトリックの信仰に身を委ねるとともにハプスブルク君主主義者へと転向することになる。1796年、彼は議会でフランスとの戦争への全面支持を訴えて、自らも1万2千フォリントの献金を行った。以後もハプスブルク帝国への忠誠に尽力したフェレンツは1797年にジョモジ県令に任じられた後、最高法院判事に転じ、1806年には議員を退いたものの、ハンガリー総督であるヨーゼフ大公の要請を受けて最高法院判事の身分のまま、ヴァシュ県令に転じた。1808年には金羊毛騎士団に参加を許されているが、1811年に公務から引退を宣言している。

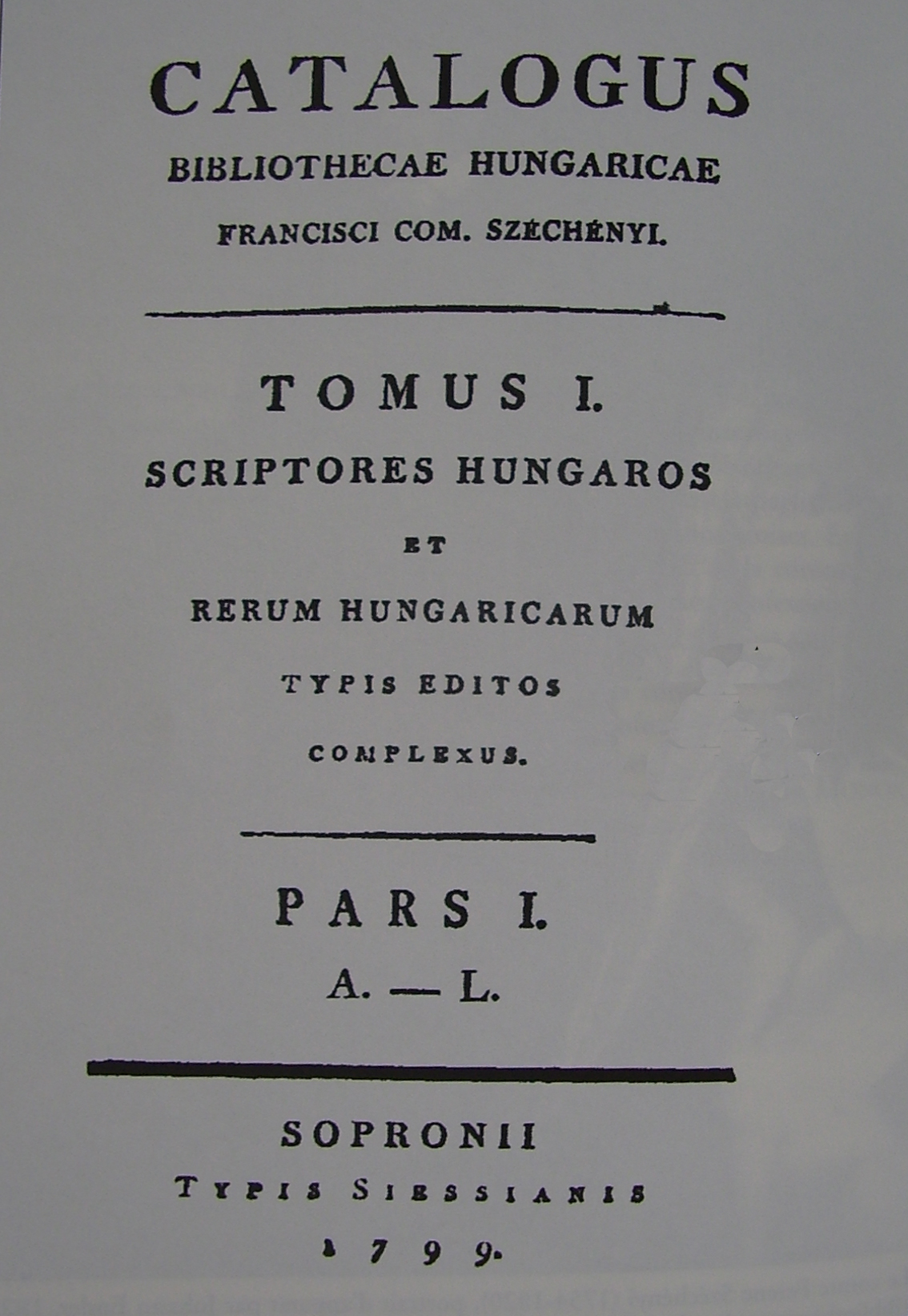
セーチェーニ・フェレンツの蔵書目録

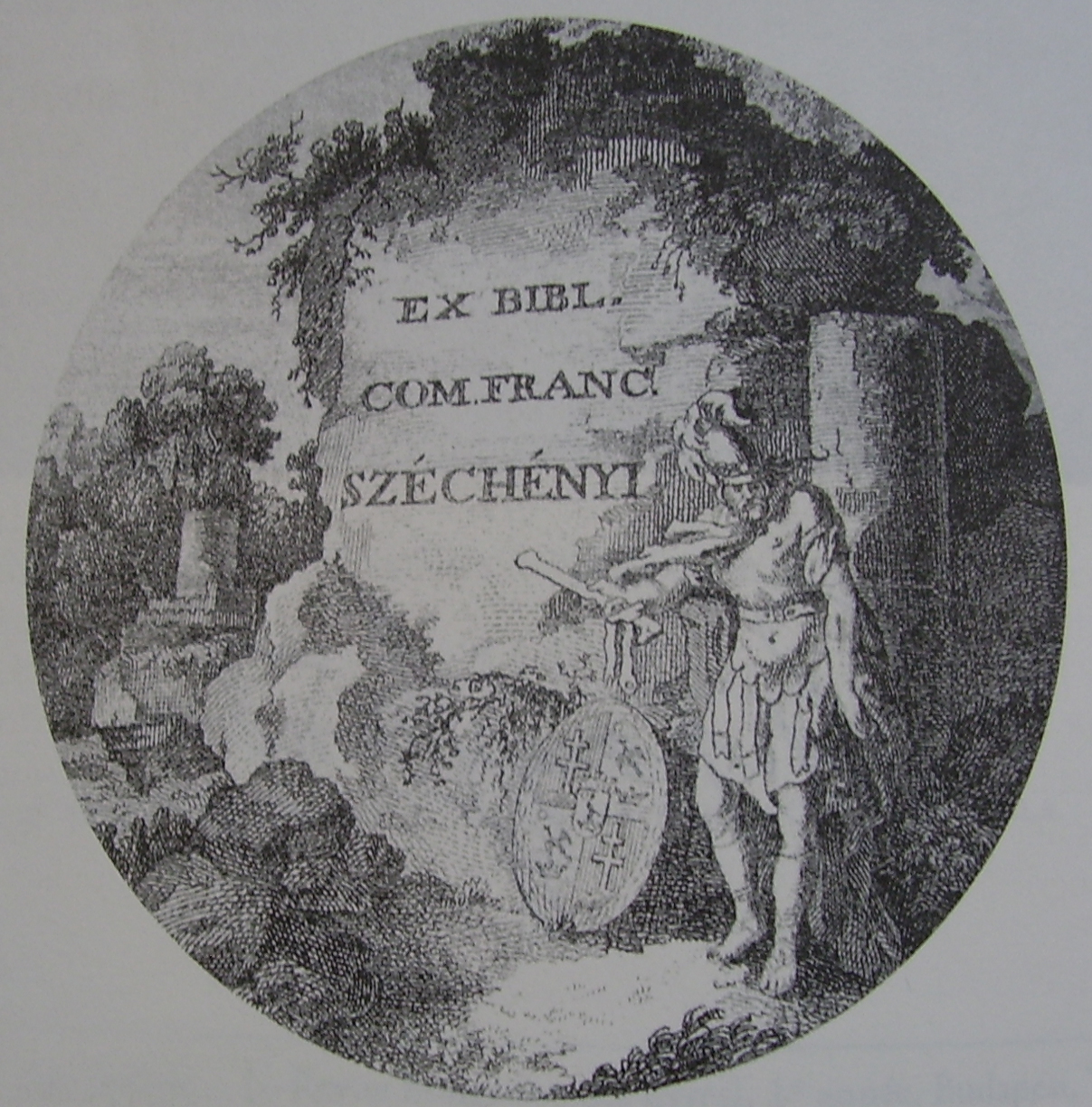
セーチェーニ・フェレンツの蔵書票

### 国立セーチェーニ図書館の創設
その一方でフェレンツは新しい秘書ティボルト・ミーハイ（1765年 - 1833年）とともに、ハンガリー内外に存在するマジャール語文献の蒐集に努め始めた。フェレンツはハンガリーに住む多くの人々が読めるマジャール語文献の蒐集こそが、ハンガリーの文化水準を高め、過激な革命思想を抑止できると考えていた。こうした文献は1798年までに7,096点に達したという。1800年にフェレンツとティボルトは目録を作成して各方面に頒布して自己のコレクションの利用を促したものの、フェレンツ周辺の学者や文化人の間からもより積極的な公開を求める声が上がった。フェレンツもイギリスの図書館のようにより広く公開されるのが望ましいと考え、また一方でハイノーチィの一件のみそぎとなる行為を行う必要があったこと、更に自分の死後に再び分割相続が行われて蔵書が散逸して行方が分からなくなる恐れがあったこと、最後にフランス軍のハンガリー侵攻の可能性が現実味を帯びる中でより確実な書籍の保護手段が必要とされたこと、以上の観点から彼は蔵書の国家への寄贈の意思を明らかにすることになるのである。
1802年、フェレンツはヨーゼフ大公に対して図書館寄贈の申し出を行っている。その際、
- コレクションは全ての民衆に公開されるためにあるものとする。ただし、当面は（既に目録が作成されている）図書のみの公開とし、骨董品などは目録が完成次第順じ公開するものとする。
- コレクションの増加とその目録作成は今後もセーチェーニ家が担当し、1,000部の出版・頒布権を保持すること。また、著作権が大学図書館にある場合には、目録作成のためにそのデータを得る権利を持つこと。
- 図書館はヨーゼフ大公の管理下に置くものとする。王立大学図書館（ブダに移転した旧ナジソンバト大学）と同じ敷地に置くのは良いが、両者の蔵書は決して混合させないこと、万が一大学が移転する場合でも図書館はブダ・ペシュトのどちらかの市内に引き続き置かれること。
- 図書館に『（ハンガリー）国立』と『セーチェーニ』の名を含め、その設立を顕彰する銘盤を掲げること。
- 図書館は館長1名と館員2名で構成され、いずれもカトリック教徒であること。任免権はセーチェーニ家中の最高位者が持つこと。ただし、公職に誰も付いていない場合には総督会議が代行する。図書館費はセーチェーニ家が、職員の給与は大学基金が持つこと。国立図書館長は大学図書館長と同等の地位とすること。

の条件を提示した。大公はウィーンと相談して基本的にこれを受諾し、1802年7月2日にフランツ2世の名でフェレンツに創立者証書が届けられた（最終的な調整を終えて、図書館に対する正式な許可が出るのは11月25日であり、特許状はその翌日に出されている）。これが「国立セーチェーニ図書館」の創立とされている（ただし、実際の公開開始は翌年8月、開館式典は同12月であった）。
初代館長にはハンガリー人の館長をという世論の期待に反してドイツ人ではあったものの、図書館の経験が長いミラー・ヤーカブ・フェルディナンド（Miller Jakab Ferdinand 1749年 - 1823年）が任じられた。約束通り、午前と午後にそれぞれ3時間ずつ全ての人々に開放され、1804年には納本制度が整備された。途中、ナポレオン戦争によって疎開を余儀なくされたものの、図書館の円滑な開始を支えたのは、フェレンツが招いたミラーの豊富な知識によるところが大きい。フェレンツはその後もコレクションや目録の作成に尽している。
だが、晩年はより頑迷なカトリック信者となり、かつて親しかった人々だけでなく、父親の転向に憤りを感じる息子イシュトバーンとの確執・放蕩という形で親子仲も離れていった。このため、晩年は孤独と失意のうちに余生を送ったとされている。